# Яр (Байкаловський район)
Яр (рос. Яр) — присілок у складі Байкаловського району Свердловської області. Входить до складу Краснополянського сільського поселення.
Населення — 46 осіб (2010, 86 у 2002).
Національний склад населення станом на 2002 рік: росіяни — 98 %.
Стара назва — Красний Яр.